# Mistrzostwa Polski juniorów do lat 8 w szachach
Mistrzostwa Polski juniorów do lat 8 w szachach – turnieje szachowe mające na celu wyłonienie medalistów mistrzostw Polski juniorów w kategorii do 8 lat, rozgrywane systemem szwajcarskim od 2005 roku. Podobnie jak w turniejach do lat 10, oficjalną nazwą mistrzostw jest Puchar Polski. W 2006 r. zawody nie zostały rozegrane.

## Medaliści mistrzostw Polski juniorów do 8 lat
| Lp   | Rok  | Miasto         | Juniorzy                                                    | Juniorki                                                           |
| ---- | ---- | -------------- | ----------------------------------------------------------- | ------------------------------------------------------------------ |
| 1    | 2005 | Kołobrzeg      | 1. Jan-Krzysztof Duda 2. Borys Lebiedowicz 3. Grzegorz Nun  | 1. Katarzyna Murawko 2. Judyta Lachowicz 3. Dominika Ociepka       |
| 2006 | 2006 | nie rozegrano  | nie rozegrano                                               | nie rozegrano                                                      |
| 2    | 2007 | Rybnik         | 1. Tomasz Lamża 2. Piotr Lankof 3. Mateusz Krasiński        | 1. Anna Marczuk 2. Agnieszka Dmochowska 3. Martyna Konopacka       |
| 3    | 2008 | Karpacz        | 1. Kacper Grela 2. Jan Guzik 3. Filip Janiszewski           | 1. Agata Dwilewicz 2. Oliwia Kiołbasa 3. Julia Antolak             |
| 4    | 2009 | Dziwnówek      | 1. Mateusz Tustanowski 2. Igor Szymanowski 3. Mateusz Rojek | 1. Agata Dwilewicz 2. Alicja Śliwicka 3. Zofia Frej                |
| 5    | 2010 | Międzyzdroje   | 1. Jan Pułtorak 2. Mikołaj Polczyk 3. Wojciech Golenia      | 1. Michalina Rudzińska 2. Maria Elena Lascar 3. Honorata Kucharska |
| 6    | 2011 | Sielpia Wielka | 1. Paweł Teclaf 2. Krzysztof Szczurek 3. Adam Kopaczewski   | 1. Magdalena Harazińska 2. Marta Tomczak 3. Aleksandra Hryń        |
| 7    | 2012 | Szczyrk        | 1. Jakub Suder 2. Jonasz Baum 3. Krzysztof Kabaciński       | 1. Monika Marcińczyk 2. Zuzanna Adamczyk 3. Marta Mucha            |
| 8    | 2013 | Poronin        | 1. Arkadiusz Babiarz 2. Oskar Ogłaza 3. Bartłomiej Turski   | 1. Martyna Wikar 2. Milena Ślusarczyk 3. Laura Czernikowska        |
| 9    | 2014 | Poronin        | 1. Jan Wojdak 2. Jakub Chyży 3. Bartosz Fiszer              | 1. Magdalena Gaj 2. Martyna Starosta 3. Weronika Zabrzańska        |
| 10   | 2015 | Poronin        | 1. Bartosz Fiszer 2. Dariusz Dziewoński 3. Hubert Meers     | 1. Zuzanna Jędrzejewska 2. Magdalena Pawicka 3. Maria Siekańska    |